# Nick Mowrer
Nickolaus Mowrer –conocido como Nick Mowrer– (Miles City, 14 de septiembre de 1988) es un deportista estadounidense que compite en tiro, en la modalidad de pistola. En los Juegos Panamericanos obtuvo tres medallas, dos de plata en 2019 y bronce en 2023.

## Palmarés internacional
| Juegos Panamericanos | Juegos Panamericanos | Juegos Panamericanos | Juegos Panamericanos |
| Año                  | Lugar                | Medalla              | Prueba               |
| -------------------- | -------------------- | -------------------- | -------------------- |
| 2019                 | Lima (Perú)          | Medalla de plata     | Pistola 10 m         |
| 2019                 | Lima (Perú)          | Medalla de plata     | Pistola 10 m mixto   |
| 2023                 | Santiago (Chile)     | Medalla de bronce    | Pistola 10 m mixto   |